# خاکک
خاکک یک روستاهای در ایران است که در دهستان درح شهرستان سربیشه واقع شده‌است. خاکک ۹۳ نفر جمعیت دارد.